# 2815 Soma
A 2815 Soma (ideiglenes jelöléssel 1982 RL) a Naprendszer kisbolygóövében található aszteroida. Edward L. G. Bowell fedezte fel 1982. szeptember 15-én.